# Хитавиця

Види хитавиці: 1 — вертикальна; 2 — поперечно-горизонтальна; 3 — поздовжньо-горизонтальна; 4 — рискання; 5 — кільова; 6 — бортова

Хитави́ця, гойдани́на, хитани́на — коливний рух судна відносно положення рівноваги, що відбувається під впливом зовнішніх збурень. Також розділ у теорії корабля, що розглядає питання хитавиці та боротьби з нею.

## Історична довідка
Вивчення хитавиці в основному бере початок з праць англійського інженера Вільяма Фруда (1810—1879), основоположника корабельної гідродинаміки, та російського вченого О. М. Крилова (1863—1945), який у 90-х роках XIX ст. розробив загальну теорію хитавиці суден на хвилях, що стала фундаментом для подальшого розвитку вивчення питань хитавиці з урахуванням сучасних методів теорії ймовірностей.

## Основні поняття і класифікація
Судно, що пливе, має шість ступенів вільності. Розглядають три види поступального руху судна (поздовжні, поперечні і вертикальні коливання) і три види обертального руху (бортову, кільову хитавицю і рискання — коливальний рух відносно вертикальної осі). Суміщену кільову і вертикальну хитавицю називають поздовжньою хитавицею, а суміщену бортову і поперечно-горизонтальну — бічною хитавицею.
Коливання називаються вільними (на тихій воді), якщо вони здійснюються судном після припинення дії сил, що викликали ці коливання (шквал вітру, ривок буксирного троса). Через наявність сил опору (опору повітря, тертя води) вільні коливання поступово затухають і припиняються. Коливання називаються вимушеними, якщо вони здійснюються під дією періодичних сил збурення (від хвиль).

## Негативний вплив хитавиці
Хитавиця погіршує остійність, ходовість і керованість судна, викликає перевантаження корпусних конструкцій і позначається на роботі приладів, обладнання і механізмів через появу інерційних сил. При хитавиці може з'явитися небезпечний крен, що може призвести до перекидання судна. Також під дією інерційних сил можуть виникнути деформації і руйнування корпусних конструкцій і, крім цього, можливий зрив вантажу з місця і механізмів з фундаментів. Хитавиця викликає морську хворобу.
З усіх видів хитавиці особливе практичне значення має бортова хитавиця, що супроводжується великими відхиленнями судна від положення рівноваги і викликає різке погіршення морехідних якостей і, у першу чергу, остійності.
При кільовій хитавиці носова та кормова частини судна можуть виходити з води. При виході кормової частини оголюється гребний гвинт. Обертання гвинта при цьому прискорюється. При вході гвинта у воду відбувається різке гальмування, виникають небезпечні механічні напруження у матеріалі валопроводу і на вальницях, що може призвести до їх руйнування. У носовій частині може виникати слемінг — удар корпусу об хвилі при різкому вході носової частини у воду.
Крім перелічених вище факторів, негативний вплив хитавиці виражається в заливанні палуби водою, зниженні швидкості ходу (а отже, збільшення часу рейсу та витрати палива).

## Параметри хитавиці
Хитавицю характеризують амплітудою, періодом і розмахом.
- Амплітудою θ називають максимальне відхилення судна від положення рівноваги.
- Період Т хитавиці характеризується часом одного повного коливання. Наприклад, якщо судно нахилити на кут θ і дати можливість йому вільно коливатись, то періодом буде відтинок часу між нахилами судна від кута +θ на правий борт, до кута -θ на лівий борт і назад.
- Розмах хитавиці — це сума двох послідовних амплітуд хитавиці.

Період вільних (власних) коливань судна на тихій воді можна наближено визначити за формулою
{\displaystyle T=c{\frac {B}{\sqrt {h}}},}
де В — ширина судна, м; h — поперечна метацентрична висота, м; с — інерційний коефіцієнт, котрий для вантажних суден становить 0,88…0,91, великих пасажирських суден 0,80…0,85.
З формули видно, що зі збільшенням метацентричної висоти зменшується період хитавиці. При проектуванні судна прагнуть досягти достатньої остійності при помірній плавності хитавиці. При плаванні на хвилях судноводій повинен знати період власних коливань судна і період хвилі (час між набіганням на судно двох сусідніх гребенів). Якщо період власних коливань судна дорівнює або близький періоду хвилі, то настає явище резонансу, яке може призвести до перекидання судна.

## Математичний опис хвиль
Основною причиною хитавиці суден є морські вітрові хвилі. Спочатку вони з'являються у вигляді дрібних нерівностей на поверхні моря, і, взаємодіючи з вітром, поступово збільшуються, перетворюючись на великі вали із значною енергією. Такі хвилі переміщаються на великі відстані вже після того, як припинився вітер, і здатні розхитати будь-яке океанське судно. Морське хвилювання, що позбавлене видимої закономірності, утворюється накладанням окремих регулярних хвиль. Кожну таку хвилю описують виразом:
{\displaystyle y=r_{0}\sin {(kx+\omega t)},}
де r0 — амплітуда; k = 2π/λ — частота форми (хвильове число); λ — довжина хвилі; ω — колова частота; t — час.
Графічне представлення цього рівняння для певного моменту часу дає форму поверхні у вигляді хвиль з амплітудою r0 і кроком λ = 2π/k. В інший наступний момент часу картина повториться, із зміщенням на величину λ з частотою ω і періодом
{\displaystyle T={\frac {2\pi }{\omega }}\approx 0,8{\sqrt {\lambda }}.}
Швидкість руху хвилі виражають через її довжину:
{\displaystyle c={\sqrt {\frac {g}{k}}}=1,25{\sqrt {\lambda }}.}
Ці формули показують, що період і швидкість поширення хвилі пропорційні кореню квадратному з довжини хвилі. Отже, довгі хвилі мають великий період. Вони повільно піднімаються й опускаються і рухаються з великою швидкістю.
При русі морських хвиль кожна частка води описує орбіту, близьку до кругової. У міру віддалення від поверхні, орбіти стають меншими, і на глибині, рівній довжині хвилі, хвильовий рух майже повністю зникає (радіус орбіт в 535 разів менший, ніж на поверхні). Таким чином, на великій глибині море спокійне у будь-яку погоду.
Взаємодіючи одна з одною, хвилі накладаються, збільшуючи або зменшуючи свою амплітуду. При цьому утворюються групи хвиль, швидкість поширення яких удвічі менша швидкості одиничної хвилі. Мореплавці давно примітили цю закономірність, називаючи максимум результуючої хвилі «дев'ятим валом».
У реальних морських умовах хитавиця судна, так само як і хвилювання, являють собою нерегулярний, позбавлений видимої закономірності процес. Тим не менше в цих умовах помічена цікава закономірність поведінки судна, яка полягає в тому, що періоди великих нерегулярних коливань виявляються близькими до періоду власних коливань судна.

## Боротьба з хитавицею
При експлуатації судна слід завжди уникати різкої хитавиці. Це досягається раціональним вибором швидкості судна і курсового кута, тобто кута між напрямками руху хвиль і діаметральної площини судна. Важливе значення для зниження інтенсивності хитавиці судна на хвилях має застосування спеціальних заспокоювачів хитавиці (бічних кілів, гамуючих цистерн, бортових, керованих стерен тощо).
Для запобігання небажаним наслідкам від дії хитавиці суднобудівники застосовують засоби, що сприяють якщо не повному припиненню хитавиці, то принаймні зменшення її розмахів. Особливо гостро стоїть ця проблема для пасажирських суден.
Для вгамовування кільової хитавиці і заливання палуби водою у суден роблять значний підйом палуби в носі й у кормі (сідельність), збільшують розвал носових шпангоутів, проектують судна з баком і ютом. При цьому в носі на баку встановлюють водовідбійні козирки. Ефективних вгамовувачів помірної кільової хитавиці не існує.
Для вгамовування бортової хитавиці застосовують пасивні некеровані або активні керовані заспокоювачі хитавиці.
До пасивних заспокоювачів відносять скулові кілі, що мають вигляд сталевих пластин, які встановлюються протяжністю до 30…50 % довжини судна в районі скули уздовж лінії потоку води. Вони прості за конструкцією, зменшують амплітуду хитавиці на 15…20 %, але створюють значний додатковий опір води руху судна, зменшуючи швидкість ходу на 2…3 %.
Пасивні цистерни встановлюються по бортах судна і з'єднані між собою внизу переливними трубами, вгорі — повітряним каналом з клапаном, що регулює переливання води з борту на борт. Можна так відрегулювати площу перетину повітряного каналу, що рідина при хитавиці буде переливатися з борту на борт із запізненням і тим самим створювати момент, що протидіє нахиленню. Такі цистерни ефективні при режимах хитавиці з великим періодом. В інших випадках вони не гасять, а навіть можуть збільшувати її амплітуду.
В активних цистернах вода переміщається спеціальними помпами. Однак установка помпи та автоматичного пристрою, який керує її роботою, значно ускладнює конструкцію та робить її дорожчою.
На пасажирських і науково-дослідних суднах найчастіше застосовують активні бічні стерна, котрі встановлюються у найширшій частині судна дещо вище вилиці майже в горизонтальній площині. За допомогою електрогідравлічних машин, керованих за сигналами від давачів, що реагують на напрям і швидкість нахилення судна, змінюється їх кут атаки. Так, при нахилі судна на правий борт на стернах встановлюють кут атаки таким, щоб піднімні сили, які виникають при цьому створювали моменти, протилежні до моментів, що викликають крен. Ефективність роботи таких пристроїв на ходу досить висока. При відсутності хитавиці рулі ховають у спеціальні ніші в корпусі, щоб не створювати додаткового опору. До недоліків таких засобів можна віднести їх малу ефективність при малих ходах (менше 10—15 вузлів) та складність системи автоматичного керування ними.